# یان شیائونان
یان شیائونان (انگلیسی: Yan Xiaonan؛ زادهٔ ۱۶ ژوئن ۱۹۸۹) ورزشکار هنرهای رزمی ترکیبی اهل چین است. وی از سال ۲۰۰۹ میلادی تاکنون مشغول فعالیت بوده‌است.